# Beilschmiedia jacques-felixii
Espèce
Synonymes
- Beilschmiedia ngriki A.Chev.[1]

Beilschmiedia jacques-felixii est une espèce de plantes à fleurs de la famille des Lauraceae et du genre Beilschmiedia. C'est un arbre présent en Guinée et au Cameroun.

## Étymologie
Son nom rend hommage au botaniste allemand Carl Traugott Beilschmied, l'épithète spécifique jacques-felixii au botaniste français Henri Jacques-Félix, spécialiste de la flore d'Afrique tropicale.

## Description
C'est un arbre de taille petite ou moyenne dont le diamètre ne dépasse pas 30 cm. Les fleurs sont bisexuelles. Les fruits, d'une longueur de 3 cm, sont dispersés par les animaux.

## Distribution
On le trouve en Guinée maritime et au Cameroun, dans le parc national de Korup

## Utilisations
Les fruits et les graines de graines sont B. jacques-felixii sont collectés et vendus comme condiment et pour épaissir les sauces. Les graines sont moulues et la poudre obtenue entre dans la composition de beignets de mais. La sauce préparée à partir de la poudre de graines broyée est recommandée en ethnopharmacie dans les régions de parcs nationaux de Mbam et Djerem pour faciliter l'accouchement aux femmes enceintes.